# Ptolemeu de Nàucratis
Ptolemeu de Nàucratis (grec antic: Πτολεμαῖος), anomenat Marató, fou un sofista de l'antiga Grècia, deixeble i oient d'Herodes Àtic, imitador de Polemó Antoni i oponent d'Heraclides de Lícia. És conegut gràcies a les referències de Filòstrat.